# Iwan Awramow
Iwan Awramow Awramow (bulgarisch Иван Аврамов Аврамов; * 27. Juni 1868 in Sopot; † 6. April 1945 in Sofia) war ein Generalmajor der Streitkräfte im Zarentum Bulgarien.

## Leben

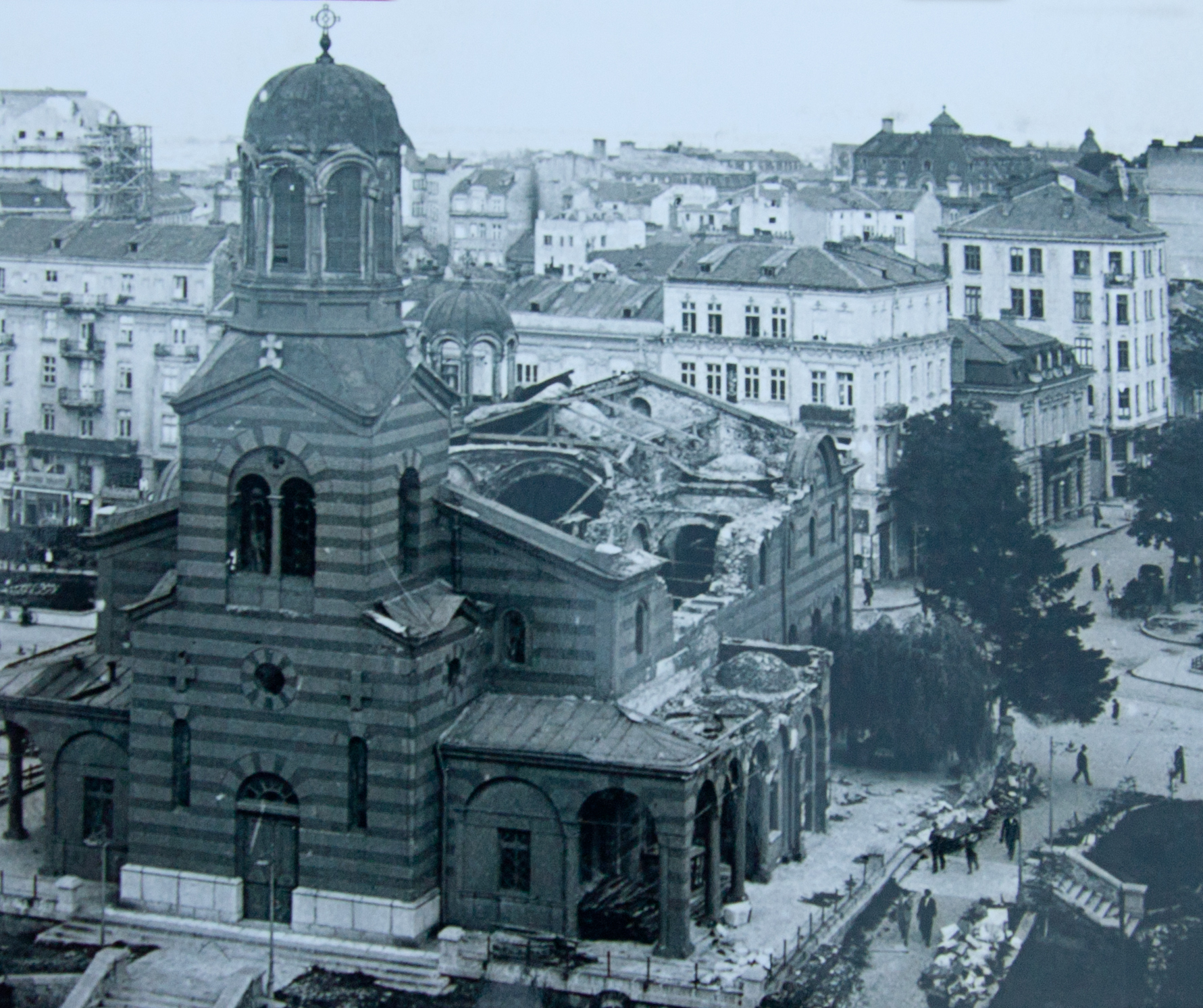
Generalmajor Iwan Awramow wurde beim Bombenanschlag auf die Kathedrale Sweta Nedelja am 16. April 1925 schwer verletzt.

Iwan Awramow Awramow besuchte zunächst die Grundschulen in Sopot und Karlowo sowie anschließend das Knabengymnasium in Plowdiw. Im November 1885 trat er in die 1. Kompanie der Studentenlegion ein und absolvierte von 1910 bis 1913 an der Militärschule in Sofia eine Ausbildung zum Offizier der Streitkräfte. Nach deren Abschluss wurde er am 18. Mai 1889 als Leutnant in das 22. Infanterieregiment übernommen und dort am 1. Januar 1893 zum Oberleutnant befördert. 1894 wurde er zum 9. Infanterieregiment versetzt sowie 1899 Kompaniechef im 21. Infanterieregiment, wo am 1. Januar 1900 seine Beförderung zum Hauptmann erfolgte. In der Folgezeit wurde 1900 kurzzeitig zum 4. Reserveregiment versetzt, aber kurz darauf 1900 zunächst Chef der 2. Kompanie im 22. Infanterieregiment sowie 1904 Chef der 1. Kompanie im 21. Infanterieregiment. Mit diesem nahm er von 1912 bis 1913 an den Balkankriegen teil und wurde am 22. September 1912 zum Major befördert. 
Im Anschluss fand Awramow von 1913 bis 1915 Verwendung als Offizier im Hauptquartier der 2. Militärinspektionsregion. Im September 1915 wurde er während des Ersten Weltkrieges kurz vor Kriegseintritt Bulgariens auf Seiten der Mittelmächte Kommandeur des 2. Bataillons des 21. Infanterieregiments und wurde als solcher einen Monat später am 1. Oktober 1915 zum Oberstleutnant befördert. 1916 übernahm er den Posten als Kommandeur des 9. Infanterieregiments und wurde in dieser Verwendung am 21. November 1916 schwer verwundet und geriet in alliierte Gefangenschaft. Nach seiner Befreiung wurde am 14. Oktober 1917 zum Oberst befördert und war nacheinander Kommandeur der 1. Brigade der 1. Infanteriedivision, Kommandeur des 30. Regimentsbezirks sowie Kommandant des Magazins der Garnison Sofia. Nach seiner Beförderung zum Generalmajor am 15. Januar 1921 befand er sich aufgrund seiner kriegsbedingten Behinderung zur besonderen Verwendung. Für seine Verdienste wurden ihm das Ritterkreuz sowie das Offizierskreuz des Militärordens für Tapferkeit verliehen.
Während der Trauerfeier für General Konstantin Georgiew, der am 14. April 1925 durch ein Attentat der Kommunisten getötet worden war, wurde Generalmajor Iwan Awramow beim Bombenanschlag auf die Kathedrale Sweta Nedelja am 16. April 1925 schwer verletzt. Die Opferzahl wird mit 128, 134 und mehr als 213 angegeben. Sicher ist, dass mehr als hundert Menschen bei dem Anschlag starben und weitere 500 verletzt wurden. Unter den Verletzten waren jedoch der bulgarische Ministerpräsident Aleksandar Zankow, der Innenminister Iwan Rusew, der stellvertretende Parlamentspräsident Boris Wasow, der spätere Ministerpräsident Andrei Ljaptschew, der Metropolit von Sofia Stefan und der einflussreiche Bankier Atanas Burow. Unter den Opfern waren 12 Generäle, 15 Oberste, 7 Oberstleutnante, 3 Majore, 9 Hauptleute und 3 Parlamentsabgeordnete sowie mehr als 25 Frauen und Kinder.